# Prtovč
Prtovč je naselje v Občini Železniki.